# Yassine Tekfaoui
Yassine Tekfaoui (Amersfoort, 17 oktober 2001) is een Nederlands voetballer van Marokkaanse afkomst die als aanvaller voor Jong FC Utrecht speelt.

## Carrière
Yassine Tekfaoui speelde in de jeugd van CJVV en IJsselmeervogels. Sinds 2018 is hij in de jeugdopleiding van FC Utrecht actief, waar hij 2019 een contract tot medio 2022 tekende. Hij debuteerde in het betaald voetbal voor Jong FC Utrecht op 6 december 2019, in de met 1-1 gelijkgespeelde uitwedstrijd tegen MVV Maastricht. Hij kwam in de 90+1e minuut in het veld voor Hicham Acheffay.

### Statistieken
| Seizoen                        | Club            | Land           | Competitie     | Competitie | Competitie | Beker | Beker | Totaal | Totaal |
| Seizoen                        | Club            | Land           | Competitie     | Wed.       | Dlp.       | Wed.  | Dlp.  | Wed.   | Dlp.   |
| ------------------------------ | --------------- | -------------- | -------------- | ---------- | ---------- | ----- | ----- | ------ | ------ |
| 2019/20                        | Jong FC Utrecht | Nederland      | Eerste divisie | 1          | 0          | –     | –     | 1      | 0      |
| Carrièretotaal                 | Carrièretotaal  | Carrièretotaal | Carrièretotaal | 1          | 0          | 0     | 0     | 1      | 0      |
| Bijgewerkt op 25 december 2019 |                 |                |                |            |            |       |       |        |        |